# Antoni Stefan Olszewski

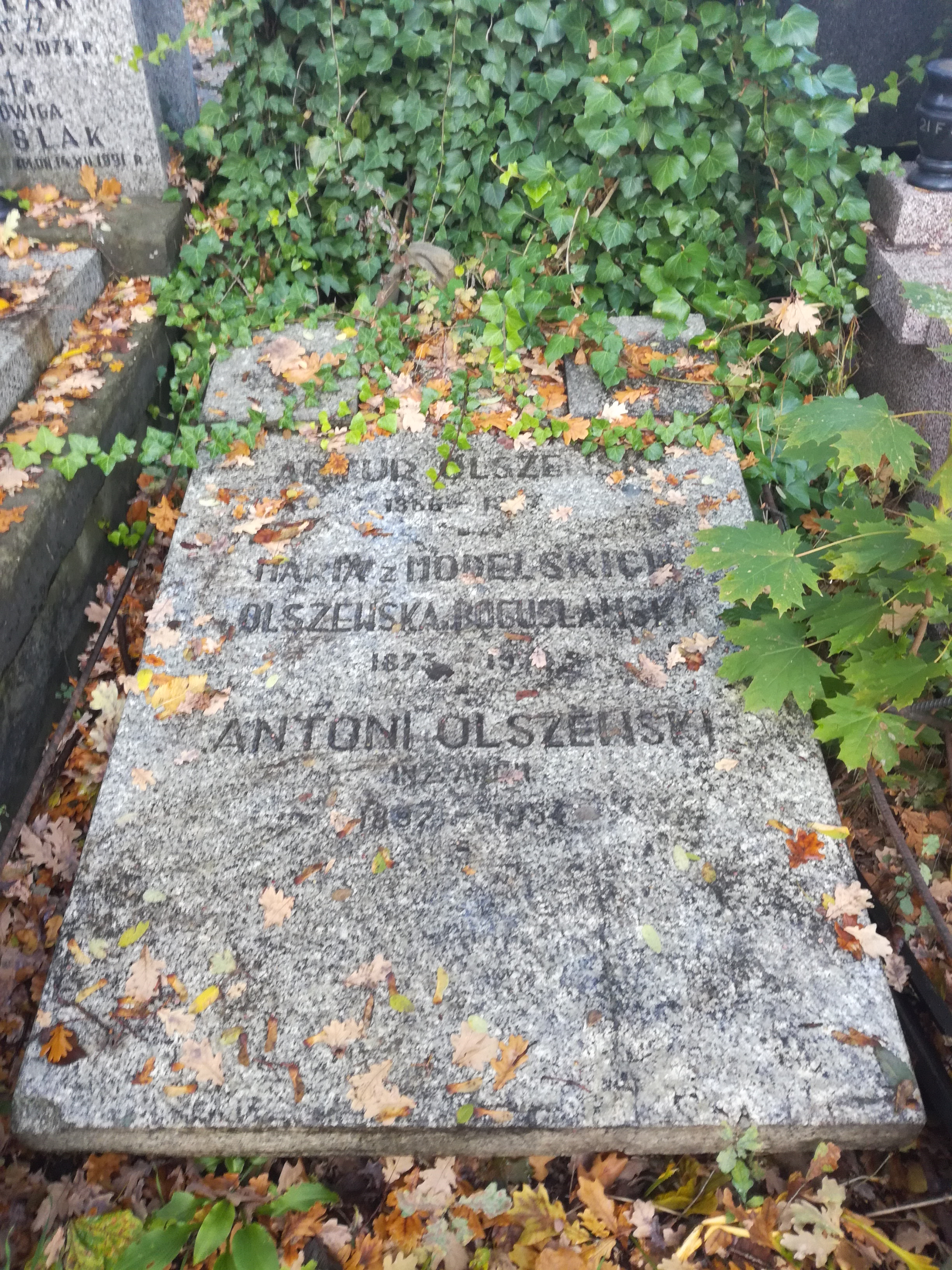
Grób Antoniego Olszewskiego na cmentarzu Bródnowskim

Antoni Stefan Olszewski (ur. 20 maja 1897 w Warszawie, zm. 15 grudnia 1954 tamże) – polski inżynier architekt.

## Życiorys
Syn ziemianina Artura Olszewskiego i Marii z Modelskich (primo voto Bogusławskiej), urodzony po śmierci ojca. Uczęszczał do tak zwanej „Szkoły Lubelskiej”, później w Przemysłowo-Technicznej Jana Dal-Trozzo w Warszawie, której oddział mechaniczny ukończył w 1914, a następnie w Szkole Handlowej Artura Jeżewskiego.
W młodości w tajnym skautingu, potem w POW, uczestniczył w Obronie Lwowa w 1918 i 1920. W Wojsku Polskim służył do roku 1921, później podjął studia architektoniczne na politechnice we Lwowie, uzyskując dyplom w 1926.
Już w 1923 projektował i kierował budową koszar i domów mieszkalnych w Kielcach. W latach 1926–1932 pracował na Śląsku (m.in. jako architekt miejski na samodzielnym stanowisku w Królewskiej Hucie, dziś Chorzów), gdzie projektował przebudowę ratusza, a także szkołę powszechną w Wielkich Hajdukach (obecnie dzielnica Chorzów-Batory; wspólnie z K. Schayerem), oraz (wspólnie z Wojciechem Soboniem): domy dla urzędników, gmach Szkoły Handlowej (obecnie Komunalny Instytut Kształcenia Handlowego przy ul. Urbanowicza), szkołę (przy ul. 3 maja). Ponadto, pracując na Śląsku, zaprojektował przedszkole w Zgodzie (obecnie Świętochłowice) i szkołę powszechną w Mikołowie. W latach 1932–1934 we Lwowie był dyrektorem budownictwa; projektował tam pływalnię, halę sportową i stadion, wygłaszał odczyty i wykłady. Od 12 listopada 1934 w Warszawie, dokąd sprowadził go – na stanowisko dyrektora Wydziału Technicznego w Urzędzie Miejskim – nowo mianowany wówczas prezydent Stefan Starzyński.
W czasie II wojny światowej brał udział w organizacji obrony Warszawy. Aresztowany 18 lutego 1943, przetrzymywany na Pawiaku, później więzień obozu Auschwitz, następnie (od września 1943) Neuengamme; od 9 listopada 1943 w Drütte pracował w kuźni w zakładach zbrojeniowych, a od 7 kwietnia 1945 Bergen-Belsen.
Po uwolnieniu 15 kwietnia 1945 przez kilka miesięcy przebywał na leczeniu w Szwecji, skąd w październiku tego samego roku, na apel Michała Kaczorowskiego, przyjechał do kraju, gdzie zajął się odbudową Gdańska, Gdyni, Sopotu i Elbląga. W maju 1947 przeniesiono go do Warszawy, gdzie pracował w Ministerstwie Odbudowy, w Naczelnej Radzie Odbudowy Warszawy i w Banku Gospodarstwa Krajowego. Kolejne dwa lata jako pełnomocnik ministra zajmował się odbudową Elbląga i okolicznego regionu, by od 1949 wrócić do Warszawy, gdzie pracował w kolejno w kilku instytucjach zajmujących się odbudową.
Zmarł po długiej chorobie na zawał serca w roku 1954; pochowany 18 grudnia 1954 w grobie rodzinnym na cmentarzu Bródnowskim (kwatera 21F-5-17); do dziś zachowała się tablica (nieopodal Zamku Królewskiego w Warszawie) upamiętniająca rozpoczęcie budowy bulwarów nadwiślańskich w 1935, na której widnieje nazwisko Antoniego Olszewskiego jako osoby zasłużonej w realizacji tych prac.
Był żonaty z Janiną z Łuszczewskich, nie mieli dzieci.

## Odznaczenia
- Krzyż Srebrny Orderu Virtuti Militari[3],
- Krzyż Kawalerski Orderu Odrodzenia Polski,
- Krzyż Walecznych,
- Złoty Krzyż Zasługi[3],
- Medal za Warszawę 1939–1945[3],
- Medal Zwycięstwa i Wolności 1945[3],
- Odznaka Grunwaldzka[3].